# Tjuvholmen
Tjuvholmen is een Zweeds schiereiland in de delta van de Lule in het noorden van de Botnische Golf. Het is een satellieteiland van het veel grotere Sandön, waaraan het door een nauwe corridor vastzit. Het eiland wordt van het Zweedse vasteland gescheiden door de Tjuvholmsundet. Op die plaats is het ook mogelijk om aan land te komen voor zowel dit eiland als zijn grote buur.